# 镇江寺
镇江寺，位于中国广东省揭阳市惠来县隆江镇，为惠来县的一个县级文物保护单位，类型为古建筑，公布时间为1989年1月。
镇江寺的历史年代为明代。